# Freddy Fazbear (personaje)
Freddy Fazbear, o simplemente Freddy, es un personaje ficticio creado por Scott Cawthon perteneciente a la franquicia de videojuegos Five Nights at Freddy's. Es un oso animatrónico poseído por el alma de un niño asesinado por William Afton que actúa como uno de los enemigos principales dentro de la historia de los juegos. 
Dentro del universo de Five Nights at Freddy's, Freddy es la mascota de la empresa ficticia Fazbear Entertaiment y el personaje principal de la banda de animatrónicos compuesta por Bonnie, Chica y Foxy dentro de la cadena de establecimientos de la compañía. Freddy está controlado por el fantasma de uno de los niños asesinados por William Afton, durante las noches se mueve libremente por el local y busca eliminar al guardia de seguridad. 
Su voz es interpretada por Kellen Goff en Five Nights at Freddy's: Sister Location y en Five Nights at Freddy's: Security Breach, y por Kevin Foster en la película de 2023 Five Nights at Freddy's.

## Apariencia
En el primer videojuego, Five Nights at Freddy's, Freddy es un oso animatrónico de color marrón oscuro semejante a un oso pardo, sus ojos son azules claro, lleva sobre su cabeza un sombrero de copa negro con una tira blanca y una pajarita, casi siempre empuña un micrófono en la mano izquierda, su altura aproximada es de 1,80 metros.
En el segundo juego de la saga, Five Nights at Freddy's 2, la variante de Freddy, withered Freddy, mantiene la misma apariencia que su variante del primer juego, con la diferencia de que su traje animatrónico está mucho más viejo, sucio y dañado.
En la tercera entrega de la franquicia, Five Nights at Freddy's 3, la variante de Freddy, Phantom Freddy presenta una apariencia más desgarrada y destruida que la versión del segundo juego, esta versión de Freddy tiene un pierna cercenada y le falta la oreja de su traje, cuenta con un tono verdoso negro y marcas de quemaduras.

## Historia en los Videojuegos

### Antes deFive Nights at Freddy's 2
Freddy Fazbear es creado junto a sus otros compañeros para servir como la atracción principal en una pizzería animatrónica. Sin embargo, ocurre un "evento terrible" y el lugar es cerrado, dejando a los robots inoperativos durante años.

### El Incidente de los Niños Desaparecidos
El miércoles 26 de junio de 1985, cinco niños (Gabriel, Susie, Jeremy, Fritz y Cassidy) fueron atraídos y asesinados por un individuo que vestía el disfraz de uno de los personajes.
Entonces, el animatrónico conocido como Puppet, que estaba poseído por el alma de una niña Charlotte Emily (asesinada por el mismo ignoto), les da a estas víctimas una segunda oportunidad al introducir sus almas en los animatrónicos Freddy Fazbear, Bonnie, Chica, Foxy y Golden Freddy, para que todos juntos puedan vengarse de su asesino.
Cabe señalar que no está muy claro en qué encarnación de la pizzería ocurrió este evento.

### Five Nights at Freddy's 2
En el año 1987, Fazbear Entertainment decide abrir un "nuevo y mejorado" Freddy Fazbear's Pizza. En un principio planean reutilizar los antiguos animatrónicos, instalando el nuevo sistema de reconocimiento facial que querían usar para mantener alejados a criminales y así evitar cualquier otro incidente. Sin embargo, estos viejos modelos habían quedado desgastados y exudaban un hedor horrible después de tantos años de abandono (y porque en algún momento, los cadáveres de niños estaban metidos en ellos), eso, y que su apariencia era considerada aterradora para un público infantil. Por tanto, la empresa abandonó el proyecto y decidió crear nuevos modelos; animatrónicos Toy, que poseen dicho reconocimiento facial y movilidad avanzada. Freddy y el resto de los modelos antiguos se dejaron en la sala de Parts/Service para servir como repuestos para los nuevos modelos.
Sin embargo, tanto los animatrónicos Toy como los antiguos comienzan a vagar por la pizzería por la noche, dirigiéndose a la Oficina y tratando de atrapar al guardia nocturno para posteriormente introducirlo en un traje de Freddy Fazbear, debido a que supuestamente lo confundían con un endoesqueleto de metal, estando en contra que uno carezca de traje.
Luego de estar abierto apenas unas semanas, el lugar cierra por el mal funcionamiento de los animatrónicos Toy, quienes actúan de manera agresiva hacia el personal y hacia los adultos en general, sumado a un incidente relacionado con la desaparición de un traje amarillo. El CEO de Fazbear Entertainment prometió que reabrirán pero con un presupuesto más económico y que reutilizarán los modelos antiguos, ya que los Toys fueron desguazados.

### Five Nights at Freddy's
Tal como fue prometido, Freddy Fazbear's Pizza reabre sus puertas nuevamente con un presupuesto relativamente más bajo y un local más pequeño. Los animatrónicos son remodelados con una nueva apariencia y endoesqueleto, y son colocados como la atracción principal del restaurante.
No se tienen muchos datos que indiquen la recepción que tuvo la pizzería en sus primeros momentos de apertura, pero su reputación comienza a decaer cuando los padres comienzan a reportar la presencia de sangre y mucosidad en los animatrónicos, además de un olor desagradable que provenía de ellos, comparándolos como "cadáveres reanimados".
Freddy y los otros personajes no tienen permitido deambular durante el día, pero pueden hacerlo de noche para que sus servomotores no se bloqueen. Sin embargo, su comportamiento inusual y "paranormal" preocupa a la empresa hasta el punto de que contratan guardias nocturnos para vigilarlos. Muchos de estos guardias terminan siendo brutalmente asesinados cuando son introducidos en trajes de Freddy Fazbear, debido a que los animatrónicos aparentemente continúan confundiéndolos con endoesqueletos desnudos.
Debido a las denuncias, el departamento de salud termina por clausurar el lugar, bloqueando y dejando abandonado el edificio con sus animatrónicos aún en el interior.

### Five Nights at Freddy's 3
Tras el cierre de Freddy Fazbear's Pizza, el asesino y culpable del incidente de los niños desaparecidos ingresa al recinto abandonado con el objetivo de destruir los animatrónicos. Para ello, los atrae a una habitación oculta que no aparece en su base de datos, y una vez que están desorientados, los desmantela cada uno, siendo Freddy el primero de ellos.
Sin embargo, destruirlos hace que las almas en el interior se liberen y acorralen a su asesino en la habitación oculta, que estaba escondiendo uno de los trajes híbridos: Spring Bonnie. Tratando de esconderse y salvarse, el asesino llamado usa el traje para engañarlos. Pero su inestabilidad hace que los "spring-locks" se aflojen y las partes mecánicas que son comprimidas comiencen a aplastar brutalmente el cuerpo de William. Al ver que su asesino había sufrido el mismo destino que ellos, las almas de los niños finalmente encuentran la paz.
Los restos de Freddy y los demás animatrónicos serían encontrados por los propietarios de Fazbear's Fright: The Horror Attraction 30 años después, para servir como decoración para dicha atracción.

### Ultimate Custom Night
En el "mashup definitivo de FNaF", Freddy Fazbear regresa nuevamente como uno de los 58 animatrónicos antagonistas de la Ultimate Custom Night, siendo el primer personaje de la lista de animatrónicos personalizables.

### Five Nights at Freddy's VR: Help Wanted
Freddy regresa en Five Nights at Freddy's VR: Help Wanted como uno de los antagonistas del videojuego "The Freddy Fazbear Virtual Experience", apareciendo en los niveles de FNaF 1, Parts & Service y Night Terrors.
La versión Withered también aparece en el juego, en el nivel "Withered" de FNaF 2, junto con los otros demás animatrónicos Withered.

### Five Nights at Freddy's AR: Special Delivery
Freddy aparece en el juego AR junto con otros animatrónicos. Mientras ataca, Freddy hará sonar su caja de música y hablará con el jugador. Para derrotarlo, el jugador debe escucharlo y observar sus movimientos y, después de que se cargue contra él, darle una descarga controlada. También es posible obtener un traje de felpa de Freddy o una CPU que se puede colocar en un endoesqueleto y luego se puede enviar dicho endoesqueleto para rescatar piezas o atacar a otros jugadores.

## Impacto Cultural

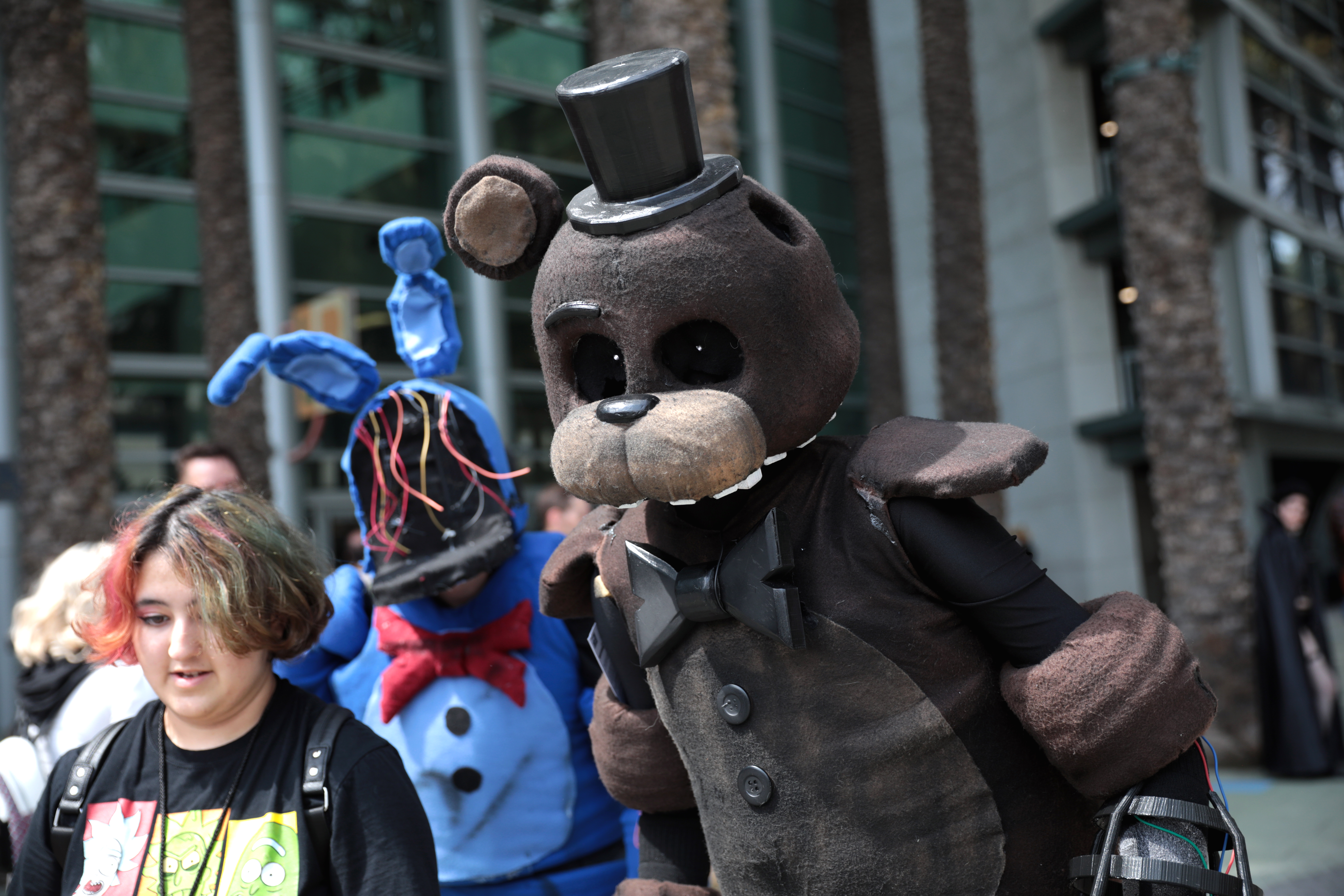
Cosplays de Ignity Freddy e Ignity Bonnie de Five Nights at Freddy's: The Joy of Creation.

Freddy Fazbear y la serie "Five Nights at Freddy's" han tenido un impacto cultural significativo, gracias a su popularización en internet, especialmente en  la red social Youtube, gracias a la sencillez de los juegos por su modelo Point and Click  y sus sustos a la hora de perder, la saga de videojuegos no tardo en ser la favorita entre los youtubers a la hora de crear contenido para sus canales, gracias a estos factores, la franquicia de Five Nights at Freddy's se popularizo al igual que los enemigos de los juegos, los animatrónicos, los cuales son la cara visible de la saga, en especial Freddy, quien ha sido referenciado tanto en películas, series y comics.

### Apariciones en la cultura popular

#### Videojuegos
- En Fleeing the Complex, uno de los juegos de Henry Stickman, Freddy Fazbear hace un cameo en el final de Presunto muerto. Después de que Henry huye de los guardias hacia un edificio turbio, Freddy aparece en la oscuridad con ojos y boca brillantes, tocando la música de la Marcha del Toreador.
- En Pixel Gun 3D, uno de los enemigos de Terrifying Resort, Terrifying Bear, es una referencia directa a Freddy Fazbear

- En Bulb Boy, La cabeza de Freddy Fazbear con una pizza encima también se puede ver en una caja después del jefe del invernadero.
- En Troll Face Quest Video Games, hay un nivel en el que Freddy, Bonnie y Chica aparecen cada vez que el jugador enciende su linterna, lo que resulta en un game over. Para superar este nivel, el jugador debe cambiar su cara a una cara de troll para asustar a Freddy al resto de animatrónicos.
- En el juego para célular, I Love You to Bits, Freddy Fazbear aparece en el ático dentro del nivel de la casa.

#### Televisión
- En la serie animada, Bob Esponja, hay un animatrónico llamado “Bongos Bear” que hace parodia a Freddy Fazbear.
- En el programa animado de Netflix de Nickelodeon, Glitch Techs, en el episodio dos de la tercera temporada " Ralphie Bear Is Back " es una parodia de Five Nights at Freddy's. El episodio se desarrolla en una pizzería que cuenta con una banda de animatrónicos, que incluye al animatrónico Ralphie Bear, una parodia a Freddy Fazbear.
- En un episodio de un programa de televisión turco llamado Kral Şakir, dos de los personajes están jugando un juego que parodia Five Nights at Freddy's y uno de ellos es asustado por un oso animatrónico azul similar a Freddy.
- En el episodio de The Ghost and Molly McGee, llamado " Scare Tactics ", uno de los peluches de Molly es Freddy Fazbear. Tarakeet, uno de los diseñadores de utilería del programa, confirmó en Twitter que se trataba de una referencia directa al personaje de Five Nights at Freddy's.[7]

#### Cómics
- En la serie de cómics de Steven Universe, en el número 05, los peluches de Freddy, Bonnie y Chica aparecieron brevemente en una imagen.

- En la página 80 de Goosebumps the Graphic Novel: The Haunted Mask, se puede ver a un niño vistiendo un disfraz de Freddy Fazbear.
- En el cómic francés Les Légendaires: Parodia, de la página 14 " L'amour est dans le prêt ", el muñeco de Freddy Fazbear hace un cameo.
- En el cómic brasileño Turma da Mônica Jovem, la edición número 99 llamada O Parque Assombrado contiene muchas referencias a Five Nights at Freddy's. Uno de los personajes que aparece en el comic es una referencia directa a Freddy Fazbear.

#### Películas
- El cortometraje de terror de Hulu de 2018k, The Hug, se desarrolla en una pizzería con un oso animatrónico llamado Pandory que está inspirado en Freddy Fazbear.

#### Youtube
- Freddy Fazbear tiene dos apareciones en el Youtube Rewind de 2015, una en la que asusta al youtuber Markiplier y en otra en donde se dedica a bailar.[8]
- En un episodio de Fan War!!!, Freddy pelea contra Akakabuto y pierde.
- En un vídeo publicado por el canal oficial del videojuego Minecraft para agradecer a su comunidad de jugadores, aparece una skin de Freddy Fazbear en el vídeo.
- Freddy Fazbear ha hecho múltiples apariciones en el canal de comedia Culter35.

## Apariciones

### Videojuegos
- Five Nights at Freddy's
- Five Nights at Freddy's 2
- Five Nights at Freddy's 3
- Freddy Fazbear's Pizzeria Simulator
- Ultimate Custom Night
- Five Nights at Freddy's VR: Help Wanted
- Five Nights at Freddy's AR: Special Delivery
- Freddy in Space 2
- Five Nights at Freddy's: Security Breach
- Freddy in Space 3: Chica in Space
- Five Nights at Freddy's: Help Wanted 2
- Five Nights at Freddy's: Into the Pit

### Novelas
- Five Nights at Freddy's: The Silver Eyes

- Five Nights at Freddy's: The Twisted Ones
- Five Nights at Freddy's: The Freddy Files
- Five Nights at Freddy's: Survival Logbook
- Five Nights at Freddy's: Fazbear Frights #1: Into the Pit
- Five Nights at Freddy's: Fazbear Frights #2: Fetch
- Five Nights at Freddy's: Fazbear Frights #3: 1:35 A.M.
- Five Nights at Freddy's: Fazbear Frights #8: Gumdrop Angel
- Five Nights at Freddy's: Fazbear Frights #9: The Puppet Carver
- Five Nights at Freddy's: Fazbear Frights #10: Friendly Face
- Fazbear Frights: Graphic Novel Collection #1

### Películas
- Five Nights at Freddy's
- Five Nights at Freddy's 2